# Nahtmin
A Nahtmin ókori egyiptomi név, jelentése: Min erős. Híres viselői:
- Nahtmin, Min papja Ahmímban a XIII. dinasztia idején;
- Nahtmin, Ámon főpapja III. Thotmesz uralkodása alatt vagy korábban; I. Menheperrészeneb apja (XVIII. dinasztia)
- Nahtmin, Felső- és Alsó-Egyiptom magtárainak elöljárója, a lovak felügyelője III. Thotmesz idején (XVIII. dinasztia)[1]
- Nahtmin, Ámon magtárainak elöljárója III. Amenhotep idején (XVIII. dinasztia)[2]
- Nahtmin, tábornok Tutanhamon idején, a Tutanhamont követő Ay kijelölt örököse és talán fia (XVIII. dinasztia)
- Nahtmin, Kús csapatainak parancsnoka, királyi hírnök II. Ramszesz idején (XIX. dinasztia)
- Nahtmin, katonatiszt II. Ramszesz idején, abuszíri sziklasírjából ismert (XIX. dinasztia)